# Protodorvillea egena
Protodorvillea egena är en ringmaskart som först beskrevs av Ehlers 1913.  Protodorvillea egena ingår i släktet Protodorvillea och familjen Dorvilleidae. Inga underarter finns listade i Catalogue of Life.